# Prix du Petit Gaillon
Le Prix du Petit Gaillon, est un prix littéraire destiné à soutenir l'édition indépendante.

## Histoire
Ce prix a été créé en 2002 par l'association de soutien à l'édition indépendante « L'Animal de Pline » à la suite de l’incendie qui ravagea l’entrepôt des belles lettres.

### Membres fondateurs
Les membres fondateurs sont Belinda Cannone, Farid Chenoune, Jacques Damade, Christian Doumet, Jean-François Feuillette, Stéphan Huynh Tan, Patricia Menay, Eric Dussert et Marlène Soreda.

### Dates et noms
Jusqu'en 2005 le prix a été décerné le même jour que le Prix Goncourt, au restaurant K1ZE, rue Gaillon, à Paris (2e arrondissement), mais deux heures avant leurs aînés.
Depuis 2007, le prix est renommé « Prix Gaillon » et est décerné au mois de février.

## Lauréats
- 2002 : Gérard Busquet et Jean-Marie Javron, Le Tombeau de l’Eléphant d’Asie (Chandeigne)
- 2003 :
  - Thierry Hesse, Le Cimetière américain (Éditions Champ Vallon)
  - E.E. Cummings,  contes de fées; 16 poèmes enfantins (Éditions Clémence Hiver)
- 2004 : Pierre Lartigue, Rrose Sélavy, et caetera (Éditions Le Passage)
- 2005 : Jean-Claude Caër, Sépulture du Souffle (Obsidiane)
- 2007 :  Jacques Gélat, Le traducteur, (Éditions  José Corti)